# Diana cacciatrice (Orazio Gentileschi)
La Diana cacciatrice (in francese: Diane Chasseresse) è un dipinto barocco del pittore Orazio Gentileschi, realizzato tra il 1624 e il 1630 e conservato al museo delle belle arti di Nantes.

## Storia
Acquistato dall'artista da Rocher du Plessis de Liancourt, duca di La Roche-Guyon, nel 1630, il dipinto potrebbe essere stato realizzato sia durante il soggiorno di Gentileschi in Francia, al servizio di Maria de' Medici, sia durante il suo soggiorno a Londra, quando Rocher du Plessis de Liancourt era l'ambasciatore di Luigi XIII presso la corte d'Inghilterra. Il duca fece esporre questo quadro nel suo palazzo parigino, in rue de Seine.
Il dipinto è entrato a far parte delle collezioni del museo d'arte nantese nel 1965. Il restauro degli anni 2010 ha permesso di riscoprire la delicatezza dei toni della pelle, con sfumature rosee e viola, così come la lucentezza verde metallico del vestito.

## Descrizione
La dea Diana è rappresentata con i suoi attributi: con uno spicchio di luna sopra la testa, mentre suona un corno da caccia, armata con l'arco e le frecce forgiate dai ciclopi e accompagnata da un levriero. Gentileschi offre una visione sia fredda che sensuale della dea, conforme alla sua caratterizzazione nella mitologia greco-romana.
Il dipinto riprende tutte le influenze del pittore: il Caravaggio nel suo gusto per i giochi di luce, dal quale tuttavia si allontana per lo stile virtuosistico e smaltato del dipinto, il manierismo toscano e la scuola di Fontainebleau nella torsione serpentina e anatomicamente impossibile di Diana. Il dipinto influenzò la pittura francese della sua epoca, in particolare gli artisti Laurent de La Hyre e i fratelli Le Nain. Una replica si trova al museo della Caccia e della Natura a Parigi.